# Campeonato Mineiro 2021
El Campeonato Mineiro de 2021 fue la edición 107.ª del principal campeonato de clubes de fútbol del Estado de Minas Gerais. El torneo fue organizado por la Federação Mineira de Futebol y está entre los torneos más importantes del país. Concede tres cupos a la Copa de Brasil 2022 y dos más al Campeonato Brasileño de Serie D para equipos que no pertenezcan a ninguna de las demás categorías.

## Sistema de juego
Los 12 equipos participantes del Módulo I se enfrentan entre sí en una única ronda jugando un máximo de 11 juegos en la primera fase. Al igual que en la edición anterior, los cuatro mejores equipos clasificarán a la fase final del campeonato, los equipos ubicados de la quinta a la octava posición clasificarán a Copa Inconfidência y los dos últimos serán descendidos al Módulo II.
En la fase final, se jugarán las semifinales y la final en partidos de ida y vuelta. Los mejores equipos en cada fase clasificarán a la siguiente hasta llegar al campeón del torneo.

### Criterios de desempate
En caso de empate en la primera fase, se sigue el siguiente orden:
1. Mayor número de partidos ganados.
2. Mejor diferencia de gol.
3. Mayor número de goles a favor.
4. Enfrentamiento directo.
5. Menor número de tarjetas rojas recibidas.
6. Menor número de tarjetas amarillas recibidas.
7. Sorteo.

En caso de empate en las fases de semifinal y final, se sigue el siguiente orden:
1. Mejor diferencia de gol.
2. Rendimiento en la primera fase del torneo.

## Equipos participantes

### Ascensos y descensos
| Pos. | Descendidos en la temporada 2020 |
| ---- | -------------------------------- |
| 11.º | Villa Nova                       |
| 12.º | Tupynambás                       |

| Pos. | Ascendidos del Módulo II |
| ---- | ------------------------ |
| 1.º  | Pouso Alegre             |
| 2.º  | Athletic Club            |

### Información de los equipos
| Equipo           | Ciudad           | Estadio           | Capacidad | Posición 2020   |
| ---------------- | ---------------- | ----------------- | --------- | --------------- |
| América Mineiro  | Belo Horizonte   | Independência     | 23 018    | 3.°             |
| Atlético Mineiro | Belo Horizonte   | Independência     | 23 018    | 1.°             |
| Athletic Club    | São João del-Rei | Joaquim Portugal  | 3500      | 2.° (Módulo II) |
| Boa Esporte      | Varginha         | Melão             | 15 471    | 7.°             |
| Caldense         | Poços de Caldas  | Ronaldo Junqueira | 7600      | 4.°             |
| Coimbra          | Contagem         | Independência     | 61 846    | 10.°            |
| Cruzeiro         | Belo Horizonte   | Mineirão          | 61 846    | 6.°             |
| Patrocinense     | Patrocínio       | Pedro Alves       | 8000      | 8.°             |
| Pouso Alegre     | Pouso Alegre     | Gino Maria Rossi  | 26 000    | 1.° (Módulo I)  |
| Tombense         | Tombos           | Almeidão          | 3050      | 2.°             |
| Uberlândia       | Uberlândia       | Parque do Sabiá   | 53 350    | 5.°             |
| URT              | Patos de Minas   | Zama Maciel       | 4858      | 9.°             |

## Primera fase
| Pos. | Equipos          | PJ | PG | PE | PP | GF | GC | Dif. | Pts. |
| ---- | ---------------- | -- | -- | -- | -- | -- | -- | ---- | ---- |
| 1.   | Atlético Mineiro | 11 | 9  | 0  | 2  | 23 | 7  | +16  | 27   |
| 2.   | América Mineiro  | 11 | 7  | 1  | 3  | 17 | 9  | +8   | 22   |
| 3.   | Cruzeiro         | 11 | 6  | 2  | 3  | 12 | 4  | +8   | 20   |
| 4.   | Tombense         | 11 | 5  | 5  | 1  | 16 | 9  | +7   | 20   |
| 5.   | URT              | 11 | 5  | 1  | 5  | 8  | 16 | -8   | 16   |
| 6.   | Pouso Alegre     | 11 | 4  | 3  | 4  | 13 | 10 | +3   | 15   |
| 7.   | Caldense         | 11 | 4  | 3  | 4  | 10 | 12 | -2   | 15   |
| 8.   | Athletic Club    | 11 | 4  | 1  | 6  | 9  | 10 | -1   | 13   |
| 9.   | Uberlândia       | 11 | 3  | 3  | 5  | 13 | 19 | -6   | 12   |
| 10.  | Patrocinense     | 11 | 2  | 4  | 5  | 7  | 15 | -8   | 10   |
| 11.  | Boa Esporte      | 11 | 2  | 2  | 7  | 8  | 14 | -6   | 8    |
| 12.  | Coimbra          | 11 | 1  | 3  | 7  | 4  | 15 | -11  | 6    |

|  |                                                     |
|  | Clasificados a la fase final.                       |
|  | Clasificados a la Copa Inconfidência.               |
|  | Descendidos al Campeonato Mineiro - Módulo II 2022. |

### Resultados
- Los estadios y horarios del torneo se encuentra en la página oficial de la FMF.[3]

- La hora de cada encuentro corresponde al huso horario correspondiente al Estado de Minas Gerais (UTC-3).

| Uberlândia       | 1 - 1 | Cruzeiro      | Parque do Sabiá   | 27 de febrero | 16:30 |
| Caldense         | 1 - 1 | Tombense      | Ronaldo Junqueira | 27 de febrero | 19:00 |
| América Mineiro  | 1 - 0 | Boa Esporte   | Independência     | 27 de febrero | 19:00 |
| Pouso Alegre     | 0 - 0 | Coimbra       | Gino Maria Rossi  | 28 de febrero | 15:30 |
| Patrocinense     | 0 - 2 | Athletic Club | Pedro Alves       | 28 de febrero | 16:00 |
| Atlético Mineiro | 3 - 0 | URT           | Mineirão          | 28 de febrero | 18:15 |

| Boa Esporte   | 0 - 0 | Pouso Alegre     | Melão         | 3 de marzo | 19:00 |
| Coimbra       | 0 - 1 | Patrocinense     | Independência | 3 de marzo | 19:00 |
| Athletic Club | 0 - 1 | América Mineiro  | Helenão       | 3 de marzo | 19:15 |
| URT           | 1 - 0 | Uberlândia       | Zama Maciel   | 3 de marzo | 20:00 |
| Cruzeiro      | 0 - 1 | Caldense         | Mineirão      | 3 de marzo | 21:30 |
| Tombense      | 1 - 2 | Atlético Mineiro | Almeidão      | 4 de marzo | 21:00 |

| Caldense         | 0 - 0 | Patrocinense    | Ronaldo Junqueira | 6 de marzo | 19:00 |
| Pouso Alegre     | 1 - 2 | América Mineiro | Melão             | 6 de marzo | 19:00 |
| URT              | 0 - 2 | Cruzeiro        | Arena do Jacaré   | 6 de marzo | 21:00 |
| Coimbra          | 0 - 0 | Tombense        | Independência     | 7 de marzo | 10:00 |
| Athletic Club    | 1 - 0 | Boa Esporte     | Joaquim Portugal  | 7 de marzo | 15:00 |
| Atlético Mineiro | 4 - 0 | Uberlândia      | Mineirão          | 7 de marzo | 20:30 |

| Boa Esporte     | 2 - 1 | Coimbra          | Melão           | 12 de marzo | 19:00 |
| Tombense        | 1 - 0 | URT              | Almeidão        | 13 de marzo | 16:00 |
| Patrocinense    | 1 - 3 | Atlético Mineiro | Independência   | 13 de marzo | 16:30 |
| América Mineiro | 0 - 1 | Caldense         | Independência   | 13 de marzo | 21:00 |
| Cruzeiro        | 1 - 0 | Athletic Club    | Mineirão        | 14 de marzo | 16:00 |
| Uberlândia      | 1 - 3 | Pouso Alegre     | Parque do Sabiá | 15 de marzo | 16:00 |

| Boa Esporte      | 1 - 2 | Uberlândia   | Melão            | 18 de marzo | 15:30 |
| Atlético Mineiro | 3 - 0 | Coimbra      | Mineirão         | 19 de marzo | 17:30 |
| Athletic Club    | 2 - 1 | Pouso Alegre | Joaquim Portugal | 20 de marzo | 15:00 |
| URT              | 3 - 1 | Caldense     | Zama Maciel      | 21 de marzo | 16:00 |
| América Mineiro  | 1 - 0 | Cruzeiro     | Independência    | 21 de marzo | 16:00 |
| Tombense         | 2 - 2 | Patrocinense | Almeidão         | 21 de marzo | 17:00 |

| Uberlândia   | 1 - 2 | América Mineiro  | Parque do Sabiá   | 1 de abril | 11:00 |
| Pouso Alegre | 3 - 0 | URT              | Gino Maria Rossi  | 1 de abril | 15:30 |
| Cruzeiro     | 0 - 0 | Tombense         | Mineirão          | 1 de abril | 16:00 |
| Patrocinense | 1 - 0 | Boa Esporte      | Pedro Alves       | 1 de abril | 16:00 |
| Coimbra      | 1 - 0 | Athletic Club    | Independência     | 1 de abril | 17:30 |
| Caldense     | 2 - 1 | Atlético Mineiro | Ronaldo Junqueira | 1 de abril | 17:30 |

| Boa Esporte      | 0 - 1 | Cruzeiro        | Melão            | 4 de abril | 11:00 |
| Uberlândia       | 1 - 0 | Patrocinense    | Parque do Sabiá  | 4 de abril | 11:00 |
| Pouso Alegre     | 3 - 1 | Caldense        | Gino Maria Rossi | 4 de abril | 15:30 |
| Tombense         | 2 - 1 | Athletic Club   | Almeidão         | 4 de abril | 16:00 |
| URT              | 1 - 0 | Coimbra         | Zama Maciel      | 4 de abril | 16:00 |
| Atlético Mineiro | 3 - 1 | América Mineiro | Mineirão         | 4 de abril | 16:00 |

| Athletic Club    | 0 - 1 | URT          | Joaquim Portugal  | 7 de abril  | 15:00 |
| Caldense         | 1 - 2 | Uberlândia   | Ronaldo Junqueira | 7 de abril  | 16:00 |
| Atlético Mineiro | 1 - 0 | Pouso Alegre | Mineirão          | 7 de abril  | 16:00 |
| Coimbra          | 0 - 2 | Cruzeiro     | Independência     | 7 de abril  | 17:30 |
| América Mineiro  | 1 - 1 | Patrocinense | Independência     | 8 de abril  | 17:30 |
| Boa Esporte      | 1 - 4 | Tombense     | Melão             | 14 de abril | 16:00 |

| Uberlândia   | 2 - 3 | Athletic Club    | Parque do Sabiá | 11 de abril | 10:00 |
| Patrocinense | 1 - 1 | Pouso Alegre     | Pedro Alves     | 11 de abril | 15:30 |
| Cruzeiro     | 1 - 0 | Atlético Mineiro | Mineirão        | 11 de abril | 16:00 |
| URT          | 1 - 1 | Boa Esporte      | Zama Maciel     | 11 de abril | 16:00 |
| Coimbra      | 0 - 2 | Caldense         | Independência   | 11 de abril | 17:30 |
| Tombense     | 2 - 1 | América Mineiro  | Almeidão        | 11 de abril | 18:15 |

| América Mineiro  | 2 - 0 | Coimbra       | Independência     | 17 de abril | 17:30 |
| Caldense         | 0 - 0 | Athletic Club | Ronaldo Junqueira | 17 de abril | 19:00 |
| Uberlândia       | 1 - 1 | Tombense      | Parque do Sabiá   | 18 de abril | 10:00 |
| Pouso Alegre     | 1 - 0 | Cruzeiro      | Gino Maria Rossi  | 18 de abril | 11:00 |
| Patrocinense     | 0 - 1 | URT           | Pedro Alves       | 18 de abril | 16:00 |
| Atlético Mineiro | 2 - 1 | Boa Esporte   | Mineirão          | 18 de abril | 16:00 |

| Athletic Club | 0 - 1 | Atlético Mineiro | Independência | 24 de abril | 19:00 |
| Coimbra       | 2 - 2 | Uberlândia       | Independência | 25 de abril | 16:00 |
| Cruzeiro      | 4 - 0 | Patrocinense     | Mineirão      | 25 de abril | 16:00 |
| URT           | 0 - 5 | América Mineiro  | Zama Maciel   | 25 de abril | 16:00 |
| Boa Esporte   | 2 - 0 | Caldense         | Melão         | 25 de abril | 16:00 |
| Tombense      | 2 - 0 | Pouso Alegre     | Almeidão      | 25 de abril | 16:00 |

## Copa Inconfidência
|  | Semifinales | Semifinales      | Semifinales |                  |       | Final     | Final     | Final     |  |
|  | 1 de mayo   | 1 de mayo        | 1 de mayo   |                  |       | 5 de mayo | 5 de mayo | 5 de mayo |  |
|  |             |                  |             |                  |       |           |           |           |  |
|  |             |                  |             |                  |       |           |           |           |  |
|  | 5           | URT (p)          | 1 (3)       |                  |       |           |           |           |  |
|  | 5           | URT (p)          | 1 (3)       |                  |       |           |           |           |  |
|  | 8           | Athletic Club    | 1 (2)       |                  |       |           |           |           |  |
|  | 8           | Athletic Club    | 1 (2)       |                  | 5     | URT       | 0 (2)     |           |  |
|  |             |                  |             |                  | 5     | URT       | 0 (2)     |           |  |
|  |             |                  | 6           | Pouso Alegre (p) | 0 (4) |           |           |           |  |
|  | 6           | Pouso Alegre (p) | 6           | Pouso Alegre (p) | 0 (4) | 0 (6)     |           |           |  |
|  | 6           | Pouso Alegre (p) |             |                  |       | 0 (6)     |           |           |  |
|  | 7           | Caldense         | 0 (5)       |                  |       |           |           |           |  |
|  | 7           | Caldense         | 0 (5)       |                  |       |           |           |           |  |
|  |             |                  |             |                  |       |           |           |           |  |

## Fase final
|  | Semifinales    | Semifinales      | Semifinales    | Semifinales     |   |   | Final            | Final           | Final           | Final           |  |
|  | 1 al 9 de mayo | 1 al 9 de mayo   | 1 al 9 de mayo | 1 al 9 de mayo  |   |   | 16 y 22 de mayo  | 16 y 22 de mayo | 16 y 22 de mayo | 16 y 22 de mayo |  |
|  |                |                  |                |                 |   |   |                  |                 |                 |                 |  |
|  |                |                  |                |                 |   |   |                  |                 |                 |                 |  |
|  | 1              | Atlético Mineiro | 3              | 1               |   |   |                  |                 |                 |                 |  |
|  | 1              | Atlético Mineiro | 3              | 1               |   |   |                  |                 |                 |                 |  |
|  | 4              | Tombense         | 0              | 1               |   |   |                  |                 |                 |                 |  |
|  | 4              | Tombense         | 0              | 1               |   | 1 | Atlético Mineiro | 0               | 0               |                 |  |
|  |                |                  |                |                 |   | 1 | Atlético Mineiro | 0               | 0               |                 |  |
|  |                |                  | 2              | América Mineiro | 0 | 0 |                  |                 |                 |                 |  |
|  | 2              | América Mineiro  | 2              | América Mineiro | 0 | 0 | 2                | 3               |                 |                 |  |
|  | 2              | América Mineiro  |                |                 |   |   | 2                | 3               |                 |                 |  |
|  | 3              | Cruzeiro         | 1              | 1               |   |   |                  |                 |                 |                 |  |
|  | 3              | Cruzeiro         | 1              | 1               |   |   |                  |                 |                 |                 |  |
|  |                |                  |                |                 |   |   |                  |                 |                 |                 |  |

Nota: El equipo que ocupa la primera línea es el que define la serie como local.
| Bandera del estado de Minas Gerais |
| Campeón Atletico Mineiro           |
| 46.º título                        |

## Clasificación general
| Pos. | Equipos          | PJ | PG | PE | PP | GF | GC | Dif. | Pts. | Nota                                                                                   |
| ---- | ---------------- | -- | -- | -- | -- | -- | -- | ---- | ---- | -------------------------------------------------------------------------------------- |
| 1.   | Atlético Mineiro | 15 | 10 | 3  | 2  | 27 | 8  | +19  | 33   | Campeón y clasificado a Copa de Brasil 2022.                                           |
| 2.   | América Mineiro  | 15 | 9  | 3  | 3  | 22 | 11 | +11  | 30   | Subcampeón y clasificado a Copa de Brasil 2022.                                        |
| 3.   | Tombense         | 13 | 5  | 6  | 2  | 17 | 13 | +4   | 21   | Clasificados a la Copa de Brasil 2022.                                                 |
| 4.   | Cruzeiro         | 13 | 6  | 2  | 5  | 14 | 9  | +5   | 20   | Clasificados a la Copa de Brasil 2022.                                                 |
| 5.   | Pouso Alegre     | 13 | 4  | 5  | 4  | 13 | 10 | +3   | 17   | Ganador de la Copa Inconfidência, clasificado a la Copa de Brasil 2022 y Serie D 2022. |
| 6.   | URT              | 13 | 5  | 3  | 5  | 9  | 17 | -8   | 18   | Clasificado a la Copa de Brasil 2022 y Serie D 2022.                                   |
| 7.   | Caldense         | 12 | 4  | 4  | 4  | 10 | 12 | -2   | 16   | Clasificado a la Serie D 2022.                                                         |
| 8.   | Athletic Club    | 12 | 4  | 2  | 6  | 10 | 11 | -1   | 14   |                                                                                        |
| 9.   | Uberlândia       | 11 | 3  | 3  | 5  | 13 | 19 | -6   | 12   |                                                                                        |
| 10.  | Patrocinense     | 11 | 2  | 4  | 5  | 7  | 15 | -8   | 10   |                                                                                        |
| 11.  | Boa Esporte      | 11 | 2  | 2  | 7  | 8  | 14 | -6   | 8    | Descendidos al Campeonato Mineiro - Módulo II 2022.                                    |
| 12.  | Coimbra          | 11 | 1  | 3  | 7  | 4  | 15 | -11  | 6    | Descendidos al Campeonato Mineiro - Módulo II 2022.                                    |

## Goleadores
- Actualizado el 22 de mayo de 2021.

| Jugador       | Equipo      | Goles |
| ------------- | ----------- | ----- |
| Rodolfo José  | América-MG  | 7     |
| Keké          | Tombense    | 6     |
| Daniel Amorim | Tombense    | 5     |
| Jefferson     | Boa Esporte | 4     |